# جان مک‌دوگال آترتون
جان مک دوگال آترتون (John McDougal Atherton) (۱۸۴۱–۱۹۳۲)، تاجر آمریکایی، توسعه‌دهنده املاک، اقتصاددان، سرمایه‌گذار و سیاستمدار ساکن در لوئیزویل، کنتاکی بود. از سال ۱۸۶۹ الی ۱۸۷۱ آترتون برای یک دوره به عنوان عضو مجلس نمایندگان کنتاکی انتخاب شد و به عنوان یک دموکرات خدمت کرد. او که سومین نسل از تولیدکنندگان ویسکی بود، بیشتر به خاطر ویسکی آترتون، برندی که تا سال ۱۸۹۹ مالک آن بود، شناخته شد.

## اوایل زندگی
او در ۱ آوریل ۱۸۴۱ در شهرستان لارو، کنتاکی به دنیا آمد. وی پسر پیتر آترتون و الیزابت میفیلد (۱۸۰۸–۱۸۸۵) بود. پدرش، پیتر لی آترتون، در سن هفتاد و سه سالگی، زمانی که جان سه ساله بود، درگذشت. مادرش خیلی زود دوباره ازدواج کرد.
آترتون به مدرسه سنت جوزف در باردزتاون، کنتاکی رفت. سپس وی به کالج جورج تاون و دانشکده حقوق دانشگاه لوئیزویل راه یافت.

## تقطیر ویسکی و مدافع
قبل از ممنوعیت الکل در ایالات متحده آمریکا، آترتون تولیدکننده ویسکی از خیسانده ترش و شیرین بود. در حقیقت وی حرفه خود را از این مسیر شروع نمود.
ناپدری آترتون، مارشال کی (۱۸۰۶–۱۸۷۷)، در زندگی او بسیار تأثیرگذار بود. حمایت‌های مارشال باعث شد تا آترتون به سمت سرمایه‌گذاری‌های معروف در تولید ویسکی سوق یابد و او را قادر ساخت تا اولین کارخانه تقطیر خود را در ۲۶ سالگی راه‌اندازی کند. شرکت جی. اِم. آترتون در سال ۱۸۶۷ تأسیس شد. «ویسکی آترتون» از ۳۰ نوامبر ۱۸۶۶ به بازار عرضه شد. ناپدری او، مارشال کی، اولین شریک تجاری او بود و آنها برای ۸ سال مشغول تولید ویسکی از خیسانده شیرین بودند. به احتمال زیاد سرمایه‌گذاران دیگری نیز وجود داشته‌اند. در سال ۱۸۷۵، کوکران و فولتون، یک عمده فروش مشروب در لوئیزویل، سهم پدراندرش را در کارخانه تقطیر آترتون خریداری کرد. با این حال، آترتون تنها مالک شرکت تقطیر اِی. می‌فیلد بود که ویسکی از خیسانده ترش تولید می‌کرد. کوکران و فولتون ۵۰ در صد از سهام تولید را به دست آورد، اما چیزی از دارایی‌ها نصیب شان نشد. در نهایت در سال ۱۸۸۰، عمده فروشان مشروب به کوکران، فولتون و آترتون تبدیل شدند. شراکت در نهایت منحل شد و تسویه حساب صورت گرفت.
مجموعه‌ای از برندهای ویسکی او شامل این مواردند: «آترتون» (از ۱۸۶۷)، «می‌فیلد» (از ۱۸۶۹)، «ویندزور»، «کلیفتون» و «هاوارد»، «کارتر» و «کنوود»، «براون‌فیلد» و «بیکر» بودند.
در سال ۱۸۸۱ آترتون خودش را به عنوان رئیس و پسرش را به عنوان معاون رئیس معرفی نمود و به این شکل تجارت خود را ثبت کرد.
در سال ۱۸۸۲ در ۴۱ سالگی، آترتون در مجموع مالک چهار کارخانه تقطیر در شهرستان لارو بود که مجموعاً او را به بزرگترین تولیدکننده بوربون در ایالات متحده تبدیل کرد. دو کارخانه تقطیر او در آترتونویل، می‌فیلد و آترتون بودند که روبروی کریک ناب، در فاصله‌ای کوتاه از مزرعه ناب کریک، زادگاه آبراهام لینکلن قرار داشتند. کارخانه تقطیر دیگر، «ویلیام میلر و شرکاء» از روی نام حسابدارش بود که ویسکی مس آتشی را با نام تجاری ویندزور تولید می‌کرد. کارخانه دیگر او «اُ. برایان و شرکاء» از روی نام تقطیرکننده‌اش بود که ویسکی با خیسانده ترش را با نام تجاری کلیفتون تولید می‌کرد.
در سال ۱۸۸۲ او دفتر مرکزی شرکت جی. اِم. آترتون را به ویسکی راو، لوئیزویل در خیابان اصلی ۱۲۵ غربی منتقل کرد. این منطقه تاریخی شهر اکنون به عنوان منطقه اصلی غربی، لوئیزویل نامیده می‌شود. این شرکت در اوج ظرفیت خود از ۲۲۰۰ بوشل غلات استفاده کرد و ۶۶۰۰ گالن ویسکی تولید کرد. حداکثر ظرفیت ذخیره‌سازی او در آترتونویل، کنتاکی ۱۵۰۰۰۰ گالن بود.
آترتون به‌عنوان تولیدکننده ویسکی و مدیر «تراست تقطیرکنندگان و کَتل فیذرز» (که بیشتر به عنوان «ویسکی تراست» شناخته می‌شود)، زمانی که رسوایی «حلقه ویسکی» بالا گرفت و برای اولین بار در سال ۱۸۸۲ در نیویورک تایمز گزارش شد، مورد بحث و جدل قرار گرفت. در سال ۱۸۸۳، پسرش پیتر لی آترتون (۱۸۶۲–۱۹۳۹) که از نظر قانونی دو سال قبل در ۱۸ سالگی معاون رئیس شرکت شده بود، وارد تجارت خانوادگی شد.
او یکی از مدیران مؤسس «انجمن تقطیر کنتاکی» بود. پیتر مخالف ممنوعیت بر اساس قانون اساسی بود و در سال ۱۸۸۶ بنیانگذار و اولین رئیس «انجمن ملی حفاظت» شد.
در سال ۱۸۸۸ آترتون تقطیرکننده برجسته شد. الی یک دهه بعد رسوایی ویسکی با شهادت آترتون در کمیته کنگره به رهبری ویلیام ویندوم در ۲۷ ژوئیه ۱۸۸۸ ادامه یافت. در جریان این اعترافاتش، هنری اسمیت، نماینده ویسکانسین از وی پرسید که آیا ویسکی‌های تقطیری ارزانی که توسط تولیدکنندگان عمده در غرب میانه ساخته می‌شوند، ویژگی بارزی دارند یا خیر. آترتون با کنایه پاسخ داد:
«من عادت به نوشیدن ویسکی ارزان ندارم و نمی‌توانم به شما جواب بدهم. شاید شما بیش از من در مورد آن بدانید».
طی یک دوره ۱۰ ساله، تعداد کارمندان به ۲۰۰ نفر افزایش یافتند و این شرکت به بزرگ‌ترین صاحبکار در شهرستان لارو تبدیل شد. به دنبال این موفقیت، تجارت‌های دیگری نیز راه‌اندازی شد. هتل آترتون در سال ۱۸۹۰ افتتاح شد و آترتونویل، کنتاکی در اطراف این مکان، شامل یک محکمه و مدرسه گسترش یافت. اندکی بعد، این شهر به افتخار او نام‌گذاری شد.
مخالفت با الکل نیروهای تندرو را با جریان ممنوعیت هم‌مسیر ساخت و این مخالفت به عنوان راه حلی برای بسیاری از مشکلات اجتماعی ترویج یافت. این جنبش برای نزدیک به یک قرن، در زمان حیات مروجان خود، سرعت بیشتری داشت.
به عنوان اهداف طبی، ضرورت روزافزون به الکل وجود داشت که با تقلب‌کاری رفع می‌شد. قانون «ضمانت بسته‌بندی» نیز پیامدهایی داشت، زمانی که برندهایی مانند «اولد فارستر»، متعلق به جورج گاروین براون که قبلاً بوربن تهیه شده از کارخانه‌های آترتون را ترکیب می‌کرد و همچنین سایر کارخانه‌های همسایه مانند ماتینگلی و ملوود، از قانون تبعیت کردند و شروع به ضمانت بسته‌بندی کردند.
در نهایت، کمپین پایان‌ناپذیر جنبش نیروهای تندرو باعث شد که آترتون در سال ۱۸۹۹ سهام کنترلی خود را در شرکت جی. اِم. آترتون واگذار کند.
در سال ۱۸۹۹ آترتون در نهایت تمام سهام خود در شرکت جی. اِم. آترتون را به شرکت «دیستیلریز اَند ویرهاوس کنتاکی» فروخت تا بر تجارت املاک و مستغلات خود تمرکز کند. این اتفاق در ۱۲ مه ۱۸۹۹ در نیویورک تایمز گزارش شد.
آترتون حتی پس از اینکه منافع تجاری خود را تبدیل کرد، همچنان به نمایندگی از «منافع جامعه»، تقطیرسازان، شرکای تجاری خود و کارمندان سابق خود صحبت می‌کرد. وی به روزنامه‌ها، نامه می‌نوشت و اصلاحیه هجدهم ارا نقد می‌کرد. او عمیقاً از رأی سال ۱۹۱۸ ناامید شد. اطراف کارخانه تقطیر بسیار رونق یافته بود.
او از نزدیک شاهد شتاب جنبش اعتدال بود که به ممنوعیت الکل منجر شد؛ از دست دادن عاجل وظایف و تأثیر آن بر اقتصاد محلی. تندروها به باشگاه معتبر پندنیس که آترتون یکی از اعضای مؤسس آن بود، یورش بردند و مقادیر زیادی الکل را ضبط کردند. همچنین اعمال غیرقانونی، مانند دزدی ویسکی از مؤسسات خصوصی توسط دزدان مسلح، افزایش یافت. این ممنوعیت در سال ۱۹۱۹ وضع شد و تا پایان عمر آترتون برجای ماند. اگرچه این ممنوعیت تنها تا ۵ دسامبر ۱۹۳۳، یک سال پس از مرگ او ادامه یافت، اما لارو جزو مناطق خشک الکلی باقی ماند.